# 枝松克幸
枝松 克幸（えだまつ かつゆき）は、日本の漫画家。代表作に『じゃりガキ9』など。三重県立津工業高等学校卒業。

## 作品リスト

### 連載作品
- 出口兄弟奮戦記
- フォーエバー神児くん
- イレギュラーバウンド
- じゃりガキ9
- 4SPIRITS
- キンタEXTRA
- 東京野球小僧
- RISINGキッズ

### 読切り作品
- 出口兄弟恋愛記
  - 出口兄弟動乱記
- にゃんころ同盟
- ガッツ！ザウルス
- ラブ・ジェネレーション
- 星の流れに道化者〜4SPIRITS番外編〜
- SUZUKA・SPIRITS〜SPIRITS  OF  RIDERS編〜
  - SUZUKA・SPIRITS〜野球編〜

### フォーエバー神児くん
天才科学者の祖父、鳴海神兵衛が発明した「パラメット（パラサイコ・ヘルメット）」という、被った人の精神力を身体能力に変換し、大幅にパワーアップさせるヘルメットを手にした小学生の少年・鳴海神児が、パ・リーグ万年最下位のお荷物球団、武蔵野ワイルドキャッツ（架空。オーナー企業はやはり架空の「武蔵野乳業」）に入団。周りのプロ選手たちに対して、持って生まれた闘争心、集中力を身をもって示し、パラメットボール（球速は120km程度だが、バットを通り抜ける）やニューパラメットボール（前述パラメットボールのパワーアップ版、球速が増している上に、人体などの分厚いものすら通りぬけることが可能）などの魔球を駆使して、リーグ初優勝を目指す。
また、優勝することにより、事故によって片足が不自由な少女・陽子にも勇気を伝え、陽子はリハビリに励むようになる、というストーリー。単行本内のカットには成長し、白いパラメットを被って、同じように成長した神児とキャッチボールしているという、ファン感涙物のカットがある。
単行本は集英社ジャンプ・コミックスより全3巻が当時発売されていた。